# معاهدة الانضمام 1985
- معاهدة بين مملكة بلجيكا ومملكة الدنمارك وجمهورية ألمانيا الاتحادية والجمهورية اليونانية و الجمهورية الفرنسية وأيرلندا والجمهورية الإيطالية ودوقية لوكسمبورغ الكبرى ومملكة هولندا والمملكة المتحدة لبريطانيا العظمى وأيرلندا الشمالية (الدول الأعضاء في المجموعات الأوروبية) ومملكة إسبانيا والجمهورية البرتغالية "بشأن انضمام مملكة إسبانيا والجمهورية البرتغالية إلى المجموعة الاقتصادية الأوروبية والجماعة الأوروبية للطاقة الذرية.

كانت معاهدة الانضمام لعام 1985 هي الاتفاقية المبرمة بين الدول الأعضاء في المجموعات الأوروبية، وإسبانيا والبرتغال، فيما يتعلق بانضمام هذه الدول إلى المجموعات الأوروبية. ودخلت حيز التنفيذ في 1 يناير 1986. رتبت المعاهدة انضمام إسبانيا والبرتغال وعدلت المعاهدات السابقة للجماعات الأوروبية . على هذا النحو فهي جزء لا يتجزأ من الأساس الدستوري للاتحاد الأوروبي.

## الاسم الكامل
الاسم الرسمي الكامل للمعاهدة هو: